# Agrostis fukuyamae
Agrostis fukuyamae é uma espécie de gramínea do gênero Agrostis, pertencente à família Poaceae.